# Betsabé García Alvarez
Betsabé García Álvarez (Barcelona, 29 de abril de 1975) es una filóloga y escritora española, especialista en la historia del discurso feminista contemporáneo en Cataluña y España. Licenciada el año 2003 en filología hispánica por la Universidad de Barcelona, ha centrado su investigación en el feminismo de la época republicana, así como en el ensayo de finales del siglo XIX, publicando varios libros sobre el tema. Ha colaborado con el Instituto Municipal de Educación de Barcelona, con la Universitat de Barcelona, La Independent, El País, Sàpiens, Lectora. Revista de dones i textualitat o la revista cultural Alambins.

## Publicaciones
- 2008 - Roc Boronat. El republicà que va fundar el Sindicat de Cecs de Catalunya (con Jordi Amat) col. Testimonis, Pòrtic (Ed. 62)
- 2009 - Play-Back. 40 anys de l'Escola d’Expressió i Psicomotricitat Carme Aymerich
- 2010 - Juguen Dames: L'aventura de les primeres universitàries: Helena Maseras, Dolors Aleu i Martina Castells (Ara Llibres)[4]
- 2011 - L'aventura de volar: Mari Pepa Colomer, la primera aviadora catalana  (Ara Llibres) ISBN 9788492552924
- 2015 - Barcelona amb nom de dona  (Ayuntamiento de Barcelona y Editorial Mediterránea, 2015)[5]
- 2016 - Con otros ojos. La biografía de Montserrat Roig ISBN 9788416498406

## Premios y reconocimientos
- 2009 - Sexto premio Joaquim Carbó de microliteratura de Caldes.[6]